# سیارک ۲۵۳۲۲
سیارک ۲۵۳۲۲ (به انگلیسی: 25322 Rebeccajean، نامگذاری:1999FM28) بیست و پنج هزار و سیصد و بیست و دومین سیارک کشف شده‌است که در ۱۹ مارس ۱۹۹۹ کشف شد.
قدر مطلق سیارک برابر ۱۴.۸ است.